# Cyrtodactylus edwardtaylori
Espèce
Cyrtodactylus edwardtaylori est une espèce de geckos de la famille des Gekkonidae.

## Répartition
Cette espèce est endémique du Sri Lanka. Elle se rencontre vers 1 320 m d'altitude dans le massif Central.

## Description
C'est un gecko insectivore, nocturne et terrestre.

## Étymologie
Cette espèce est nommée en l'honneur de Edward Harrison Taylor.

## Publication originale
- Batuwita & Bahir, 2005 : Description of five new species of Cyrtodactylus (Reptilia: Gekkonidae) from Sri Lanka. The Raffles Bulletin of Zoology, Supplement Series, no 12, p. 351-380 (texte intégral).